# Независима Македония (газета)

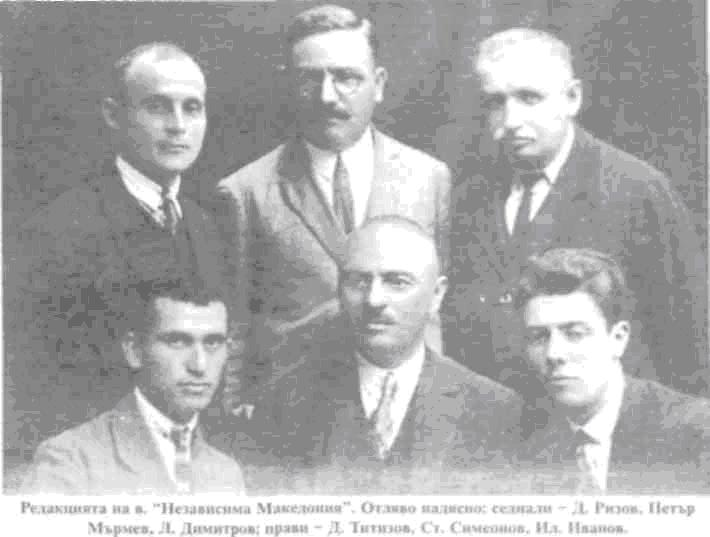
Редколегія «Независима Македония»

«Независима Македония» (болг. «Независима Македония») — болгарська газета під редакцією Петара Мармева, яка виходила щотижня з 1923 по 1926 рік в Софії.

## Історія
| Рік | Номери    | Дати                            |
| --- | --------- | ------------------------------- |
| I   | 1 — 47    | 21 лютого 1923 — 29 лютого 1924 |
| II  | 48 — 92   | 8 березня 1924 — 8 січня 1925   |
| III | 93 — 142  | 16 січня 1925 — 5 січня 1926    |
| IV  | 143 — 179 | 15 січня 1926 — 8 жовтня 1926   |

Газета була створена після злиття конкуруючих газет «Автономна Македония» під редакцією Івана Снеґарова і Владислава Ковачева та «Македония» під редакцією Ґеорґі Баждарова.
Газета відображає інтереси Національного комітету Союзу македонських мігрантських організацій та Внутрішньої македонської революційної організації
У 1926 році «Независима Македония» об'єдналась з щотижневою газетою «Илинден» і «Устрем».